# Matteo Aicardi
Matteo Aicardi (Finale Ligure, 19 aprile 1986) è un pallanuotista italiano, centrovasca del Quinto.

## Biografia

### Carriera nei club
Inizia a giocare a pallanuoto a dieci anni. Cresciuto nelle giovanili del Doria Nuoto Loano sotto la guida di Mauro Pozzoli, viene ceduto alla Rari Nantes Imperia. Nel 2004 passa ad un'altra società ligure, la Rari Nantes Camogli, dove trascorre due anni esordendo anche in Serie A1. Nel 2006 viene ingaggiato dalla Rari Nantes Savona, con la quale conquista il suo primo trofeo, la Coppa LEN nel 2011, bissando peraltro la vittoria nel corso della stagione successiva.
Nell'estate 2012 firma per la Pro Recco con la quale ottiene una lunghissima serie di successi, sia in Italia sia in Europa. Nell’estate del 2024 lascia la squadra ligure dopo dodici anni, durante i quali ha vinto dieci scudetti, quattro Champions League, dieci Coppe Italia e cinque Supercoppe Europee.
Nel giugno 2024 è ingaggiato dal Quinto.

### Carriera in nazionale
Dopo aver militato nelle nazionali giovanili fin dal 2001, il 20 luglio 2006 esordisce con la calottina della nazionale maggiore. Nel 2009 viene convocato per i mondiali di Roma, per i giochi del Mediterraneo, dove conquista il bronzo, e per la World league. Nel 2010 si aggiudica la medaglia d'argento ai campionati europei di Zagabria. L'anno successivo conquista un'altra piazza d'onore, nella World league di Firenze, nella stessa stagione vince la medaglia d'oro ai campionati mondiali di Shanghai battendo in finale la Serbia grazie anche alle sue tre reti.
Alle Olimpiadi di Londra 2012 la squadra italiana arriva fino in finale dove conquista la medaglia d'argento venendo sconfitta dalla Croazia.

## Statistiche

### Presenze e reti nei club
Statistiche parziali aggiornate al 25 giugno 2011.
| Stagione            | Squadra             | Campionato          | Campionato | Campionato | Coppe nazionali | Coppe nazionali | Coppe nazionali | Coppe continentali | Coppe continentali | Coppe continentali | Totale | Totale |
| Stagione            | Squadra             | Comp                | Pres       | Reti       | Comp            | Pres            | Reti            | Comp               | Pres               | Reti               | Pres   | Reti   |
| ------------------- | ------------------- | ------------------- | ---------- | ---------- | --------------- | --------------- | --------------- | ------------------ | ------------------ | ------------------ | ------ | ------ |
| 2004-05             | R.N. Camogli        | A1                  | -          | -          | -               | -               | -               | -                  | -                  | -                  | -      | -      |
| 2005-06             | R.N. Camogli        | A1                  | -          | -          | -               | -               | -               | -                  | -                  | -                  | -      | -      |
| Totale R.N. Camogli | Totale R.N. Camogli | Totale R.N. Camogli | ?          | ?          |                 | -               | -               |                    | -                  | -                  | ?      | ?      |
| 2006-07             | R.N. Savona         | A1                  | -          | -          | -               | -               | -               | -                  | -                  | -                  | -      | -      |
| 2007-08             | R.N. Savona         | A1                  | -          | -          | -               | -               | -               | -                  | -                  | -                  | -      | -      |
| 2008-09             | R.N. Savona         | A1                  | -          | -          | -               | -               | -               | -                  | -                  | -                  | -      | -      |
| 2009-10             | R.N. Savona         | A1                  | -          | -          | -               | -               | -               | -                  | -                  | -                  | -      | -      |
| 2010-11             | R.N. Savona         | A1                  | 26         | 27         | C.I.            | 3               | 5               | E.L. - C.L.        | 13                 | 13                 | 42     | 45     |
| 2011-12             | R.N. Savona         | A1                  | ?          | ?          | C.I.            | -               | -               | C.L. - E.C.        | -                  | -                  | ?      | ?      |
| Totale R.N. Savona  | Totale R.N. Savona  | Totale R.N. Savona  | ?          | ?          |                 | -               | -               |                    | -                  | -                  | ?      | ?      |
| Totale carriera     | Totale carriera     | Totale carriera     | ?          | ?          |                 | -               | -               |                    | -                  | -                  | ?      | ?      |

## Palmarès

### Club

#### Trofei nazionali
- Campionato italiano: 10

Pro Recco: 2012-13, 2013-14, 2014-15, 2015-16, 2016-17, 2017-18, 2018-19, 2021-22, 2022-23, 2023-24
- Coppe Italia: 10

Pro Recco: 2012-13, 2013-14, 2014-15, 2015-16, 2016-17, 2017-18, 2018-19, 2020-21, 2021-22, 2022-23

#### Trofei internazionali
- LEN Champions League: 4

Pro Recco: 2014-2015, 2020-21, 2021-22, 2022-23
- Coppe LEN: 2

R.N. Savona: 2010-11, 2011-12
- Supercoppa LEN: 5

Pro Recco: 2012, 2015, 2021, 2022, 2023

### Nazionale
- Olimpiadi

Londra 2012: 
Rio 2016: 
- Mondiali

Shanghai 2011: 
Gwangju 2019: 
- World League

Firenze 2011: 
- Europei

Zagabria 2010: 
Budapest 2014: 
- Giochi del Mediterraneo

Pescara 2009: 
- Mondiali giovanili

Napoli 2003: 
- Europei giovanili

Bari 2002: